# Mieczownica

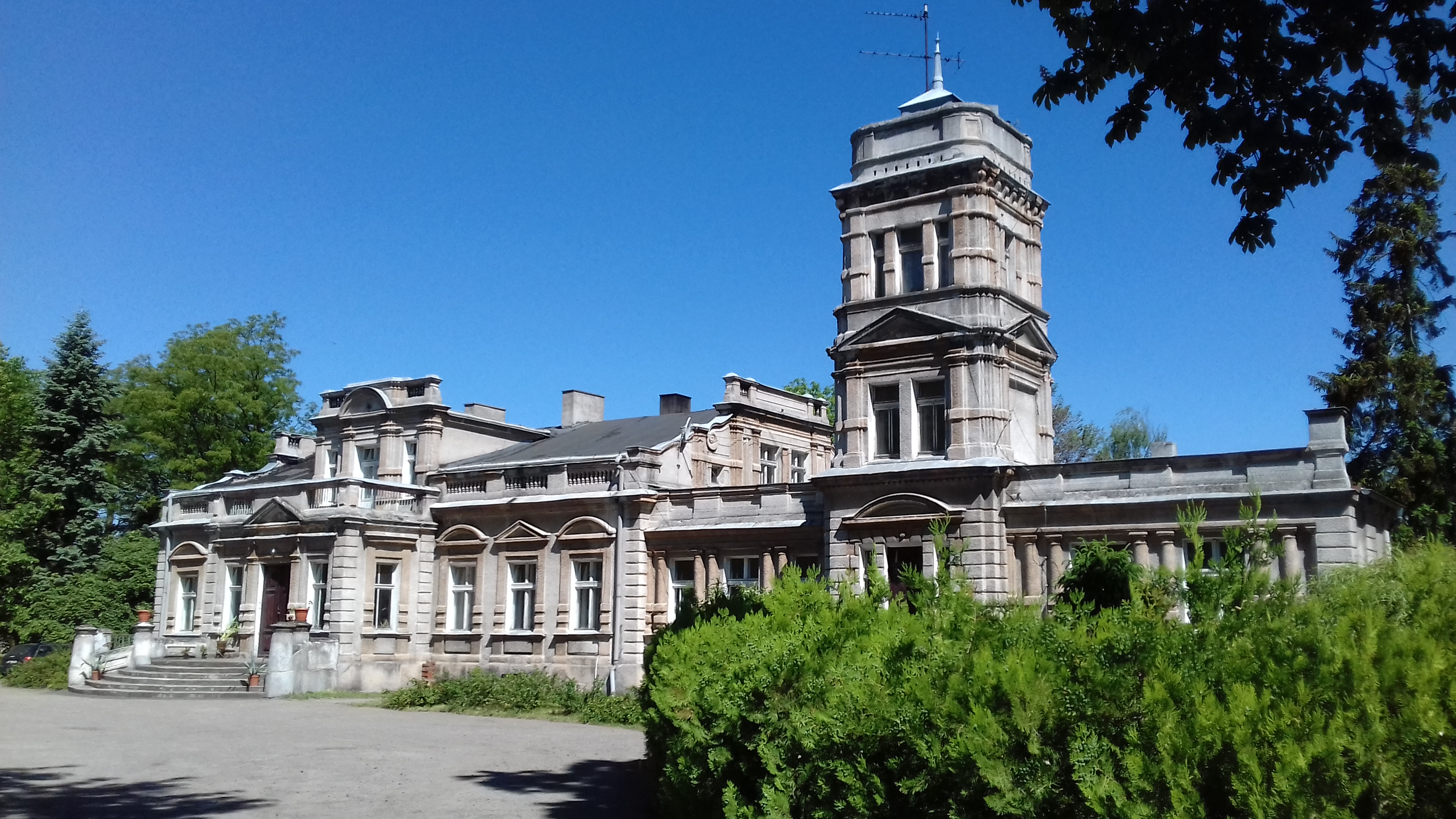
Eklektyczny pałac w Mieczownicy z 2 poł. XIX w.

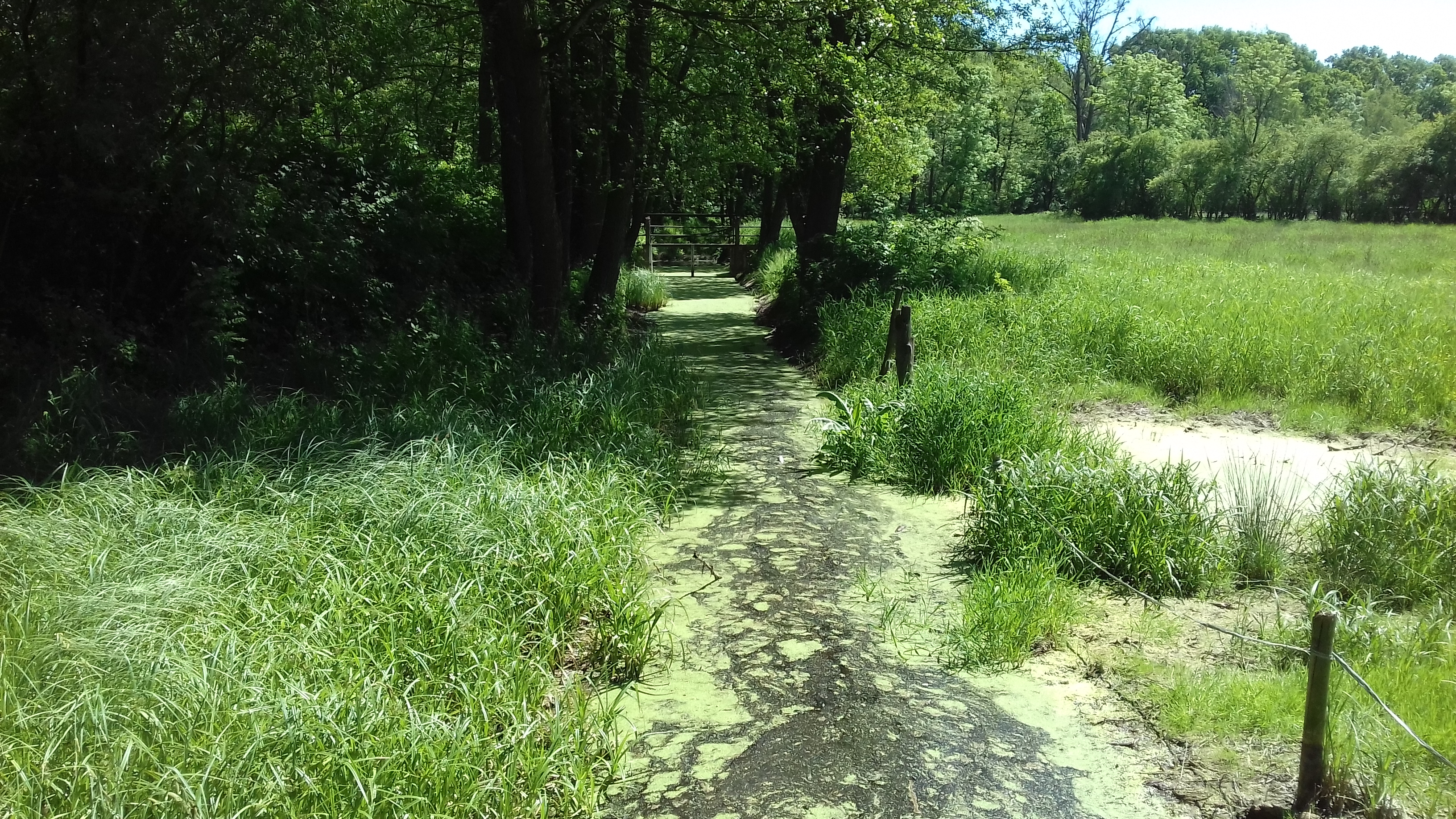
Rzeka Meszna w Mieczownicy

Mieczownica – wieś w Polsce położona w województwie wielkopolskim, w powiecie słupeckim, w gminie Ostrowite.
W latach 1975–1998 miejscowość administracyjnie należała do województwa konińskiego.
Wzmiankowana po raz pierwszy w 1419 roku. Była własnością szlachecką. Niegdyś na jej terenie znajdował się młyn Mieczownik oraz duża gorzelnia parowa. We wsi znajduje się stadnina koni, będąca kiedyś częścią majątku rodziny Chrzanowskich. Następnie działała jako Państwowe Gospodarstwo Rolne – Stadnina Koni Mieczownica. W 1994 po przekształceniu jako Stadnina Koni Mieczownica Sp. z o.o., a następnie sprywatyzowana. Obecnie Stadnina Koni Mieczownica wchodzi w skład przedsiębiorstwa Bogdan Koczorowski i Michał Owczarek Spółka Jawna.
W skład stadniny wchodziły także zabytkowe dziś obiekty nieruchome wpisane do krajowego rejestru zabytków (nr rej.: 276/18 z 30.04.1984 r.): pałac z końca XIX w., spichlerz, stajnia, park.
W 1863 roku miała miejsce bitwa pod Mieczownicą. Upamiętnia ją pomnik, który znajduje się przy zbiorowej mogile powstańców w Mieczownicy. 
Przez Mieczownicę przebiega zielony szlak turystyczny z Giewartowa do Powidza i dalej przez Skorzęcin do Strzyżewa Kościelnego. 